# 索克鎮區 (密蘇里州戴德縣)
索克鎮區（英語：Sac Township）是位於美國密蘇里州戴德縣的一個行政鎮區。

## 地方資料
索克鎮區的面積為123.36平方千米，當中陸地面積為99.17平方千米，而水域面積為24.19平方千米。根據2020年美國人口普查的數據，當地共有人口389人，而人口密度為每平方千米3.15人。